# Calathea legrelleana
Calathea legrelleana là một loài thực vật có hoa trong họ Marantaceae. Loài này được (Linden) Regel mô tả khoa học đầu tiên năm 1879.